# 최순달
최순달(崔順達, 1931년 6월 20일 대구 ~ 2014년 10월 18일 서울 )은 대한민국의 과학자이며, KAIST 명예교수이었다.

## 학력
- 대구공업고등학교[1]
- 1954년 서울대학교 전기공학과 졸업
- 1955년 캘리포니아 대학교 버클리 학사
- 1956년 캘리포니아 대학교 버클리 석사
- 1969년 미국 스탠퍼드 대학교 공학박사 취득

## 주요경력
- 1976년 금성사 중앙연구소 소장
- 1981년 전기통신연구소 소장
- 1982년 5월 21일 - 1983년 10월 14일 제32대 체신부 장관
- 1983년 11월 25일 일해재단 첫 이사장으로 취임[2]
- 1985년 한국과학기술대학 학장(한국과학기술원과 나중에 합쳐진 학사과정)
- 1987년 한국과학재단 이사장
- 1990년 한국과학기술원 인공위성연구센터 소장
- 2001.01 ~ 2006.12 ㈜쎄트렉아이 회장
- 2007년 9월 - : 제11대 대덕대학장

## 생애 및 업적
서울대학교 전기공학과 졸업 후 미국으로 유학을 떠나 버클리대에서 석사학위를, 스탠포드대에서 전기공학 박사학위를 받았다. 졸업 후 1969년 7월부터 1976년 1월까지 캘리포니아 공과대학 부설 연구소인 NASA 제트추진연구소(JPL, Jet Propulsion Laboratory)에서 우주선 통신장치 개발책임자로 근무하다 '유치과학자'로 고국에 돌아왔다. 1976년 귀국해 금성사 중앙연구소 초대 소장을 맡았으며, 1979년 동양나이론 전자사업부 상무를 맡아 전자산업 발전에 기여했다.

### 대한민국을 인공위성과 통신 강국으로 이끌어낸 선구자
1981년 정부로부터 ETRI 전신인 전기통신연구소 초대 소장을 발령받아 TDX(시분할 전자교환기) 개발에 성공했다. 한국이 ICT 강국으로 이어질 수 있도록 공헌한 개발의 시초라고 할 수 있는 TDX 개발을 국내 최초이자 세계에서 10번째로 성공시켜 '1가구 1전화'시대를 열었다
1985년에는 영재교육기관으로 출범한 한국과학기술대학 초대 학장을 맡은 뒤 서울에 있던 석박사 과정생들을 모아 지금의 KAIST를 만들었다. 체신부 장관, 한국과학재단 이사장 등을 역임한 후 1989년 KAIST에 복귀해 인공위성연구센터를 설립했다. 그러나 ‘인공위성’이란 이름도 낯선 불모지에서 국내 개발이 힘들다고 판단한 만큼, 외국 유학을 통해 기술개발에 나서기로 하고 영국에 있는 친구의 도움을 받아 KAIST 졸업생들을 영국 서리대학교에 유학보냈다. 영국으로 떠난 연구진들은 1992년 8월 11일 프랑스령 기아나 우주 센터에서 우리별 1호를 쏘아 올리는데 성공했다. '우리별 1호'는 인공위성 개발기술의 불모지인 대한민국이 처음 쏘아 올린 최초의 위성으로 기록됐으며 자국 기술로 우리별 2, 3호를 쏘아 올리는 기반을 마련했다. 선진국들에 비해 40여년 늦게 시작됐지만 1992년 한국 최초의 국적 위성인 우리별 1호에 이어, 1993년에 우리별 2호를, 1999년에 우리별 3호를 연거푸 성공적으로 발사시켰다. 이후, 대한민국은 세계에서 22번째 위성보유국이 되었고, 이제 인공위성을 세계 여러 나라에 수출하는 위상을 갖추게 되었다.
한국 최초의 인공위성 벤처기업인 ‘쎄트렉아이’를 창업했다. 우리별 시리즈를 쏘아 올리며 기술력을 축적한만큼, 쎄트렉아이 벤처 창업 후에도 말레이시아와 200억 원 규모의 라자크새트 공급 계약을 이뤘다. 쎄트렉아이는 우주시스템 개발 경험을 기반으로 인공위성 본체, 전자광학카메라, 위성영상수신처리 지상국 개발을 위한 핵심기술을 확보하는 등 내실을 쌓았다.

## 참고 자료
대한민국 과학기술유공자 홈페이지 
우리나라 최초 인공위성 '우리별'의 아버지, 故 최순달 KAIST 명예교수 

## 저서
- 48년 후 이 아이는 우리나라 최초의 인공위성을 쏘아 올립니다 (좋은책, 2005년) ISBN 89-7526-870-5